# サイコドクター 楷恭介
『サイコドクター 楷恭介』（サイコドクター かいきょうすけ）は、2003年42号から2004年39号まで『モーニング』（講談社）に連載された、亜樹直原作、オキモト・シュウ作画の漫画作品。単行本全4巻、文庫版全3巻が刊行されている。

## 概要
もともと同じ亜樹直原作で『サイコドクター』という題名で同誌に連載されていたが、その時は的場健作画であった。前作は2002年にテレビドラマ化されている。
前作とはキャラクター設定等、一部違うところもあり別の作品という扱いであるが、一部ストーリーを引き継いでいる部分も存在する。

## あらすじ
「あなたの心を覗かせて下さい」
雑居ビルの一室に、ひっそりと開業している精神科医・楷恭介。すれ違った人の、ほんの少しの仕草から、すぐさま症状を指摘できるほど、恭介の洞察力と精神科医としての実力は優れている。恭介は、患者たちに正面から向き合い、心の病の原因を解明することに全力を注いでいく…。
前作で明かされなかった、恭介の妹・流花の「あたしは野良猫…」という言葉と、猟奇殺人鬼stray catとの関連は!?

## 登場人物
楷 恭介（かい きょうすけ）
港区新橋の雑居ビルに「楷恭介心理研究所」を構える所長兼カウンセラー。元・大学教授。
暇さえあれば、競馬や麻雀に勤しみ散財する。酔っ払うとおごり魔になる。
冠野 あずさ（かんの あずさ）
楷の恋人であり、助手を勤める女性。過去に自身も悩みを抱え、楷の元へ相談に訪れた。
凛子（りんこ）
楷行きつけのオカマバーのママ。
犀川 理（さいかわ おさむ）
新橋署の刑事。キャリア。
塩田（しおた）
楷が信頼を寄せている医者。時々楷に依頼されてカウンセリングに協力する。
冬樹 流花（ふゆき るか）
楷の義理の妹。自殺未遂した過去を持つ。
アメリカ在住。有名な彫師・ソロモンの弟子だった。
冬樹 圭一（ふゆき けいいち）
流花の父親。精神科医。アメリカ在住で、犯罪者の心理分析などをする司法精神科医としても活躍する。

## 前作との相違点
- 楷の喫煙量が3倍程増えている。（原作者・談）
- 楷が競馬・麻雀好きになっている。
- 楷が右利きになっている。（前作では左利き）
- 楷の診療所が新宿から港区新橋へ移転している。
- 「あなたの心を覗かせてください」という決め台詞がある。
- 犀川が新宿署から新橋署へ異動になっている。
- 犀川がキャリアという設定になっている。（前作では特に触れられていなかった）
- 妹・流花を救うために精神科医を目指し医学部に進学したことになっている。前作では、春日子の件がきっかけで精神科医を目指すようになった。

## 関連書籍
- 『サイコドクター 楷恭介』の部屋 - 作品内に登場した心理テストなどを収録。